# De Havilland Tiger Moth
de Havilland DH 82 Tiger Moth är ett tvåsitsigt engelskt biplan som konstruerades på 1930-talet för att användas som skolflygplan. Flygplanet förblev i många länders flygvapentjänst ända fram till 1950-talet, och ännu i denna dag flyger många exemplar privat.

## Historia
Vid andra världskrigets slut hade mer än 7 000 Tiger Moth-flygplan byggts; 4 005 Tiger Moth II byggdes specifikt för Royal Air Force räkning. Nästan hälften av flygplanen byggdes av Morris Motor Company. Ytterligare 151 byggdes i Norge, Sverige och Portugal. Ytterligare 2 949 byggdes dessutom av andra länder i det brittiska samväldet.  Kanada levererade 200 Tiger Moth till US Army Air Forces, som kom att kalla dem för PT-24.
Prototypen till Tiger Moth utvecklades från dess föregångare de Havilland DH 60 Gipsy Moth. Den hade en de Havilland Gipsy III motor på 120 hk och flög för första gången den 26 oktober 1931. RAF beställde 35 Tiger Moth I som gavs beteckningen
 DH 60T.  En tilläggsorder om 50 flygplan med de Havilland Gipsy Major I motorn på (130 hk) gjordes, och denna kallades för DH 82A Tiger Moth II.  Tiger Moth togs i tjänst i februari 1932.  Vid andra världskrigets utbrott hade RAF 500 flygplan av typen och ett stort antal civila Tiger Moth rekviderades för att fylla upp behovet av skolflygplan.
En radiostyrd målbogserareversion av Tiger Moth II, kallat Queen Bee, byggdes i nästan 300 exemplar i början av andra världskriget.  Fleet Air Arm, som är den flygande delen av Royal Navy, använde ett mindre antal Tiger Moth II och flygplanet Queen Bee.
Ett stort antal före detta militära Tiger Moth från RNZAF byggdes efter kriget om till besprutningsflygplan. Framsätet ersattes med en hoppertank för superfosfat.  I mitten på 1950-talet ersattes dessa besprutningsflygplan av mera moderna typer såsom PAC Fletcher varvid ett stort antal Tiger Moth såldes till entusiaster. 
En berömd egenskap med Tiger Moth är dess annorlunda skevroderkontroll.  Skevrodren, som enbart finns på den undre vingen går nästan inte alls ner då flygplanet lutas i en sväng, men däremot upp som på andra flygplan. Tanken med detta var att undvika aerodynamisk skevroderbroms, men resulterade i stället i att flygplanet blev väldigt känsligt i rolled. Vissa ansåg att detta gjorde Tiger Moth svårflugen och olämpligt som skolflygplan, men de flesta ansåg tvärtom att det i stället gjorde det lättare att gallra ut elever olämpliga för fortsatt flygutbildning.

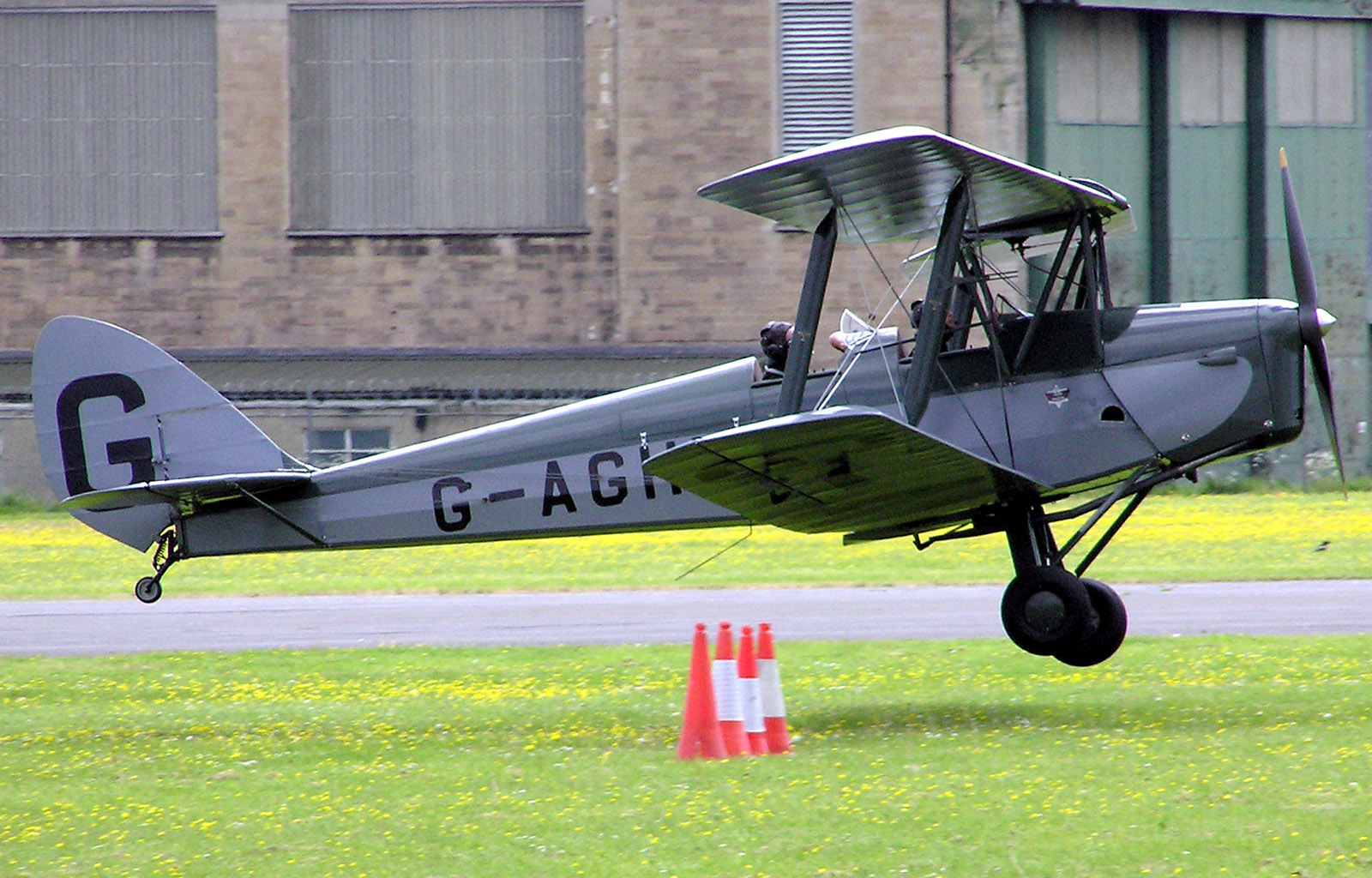
En de Havilland DH 82A Tiger Moth från 1939 (G-AGHY).

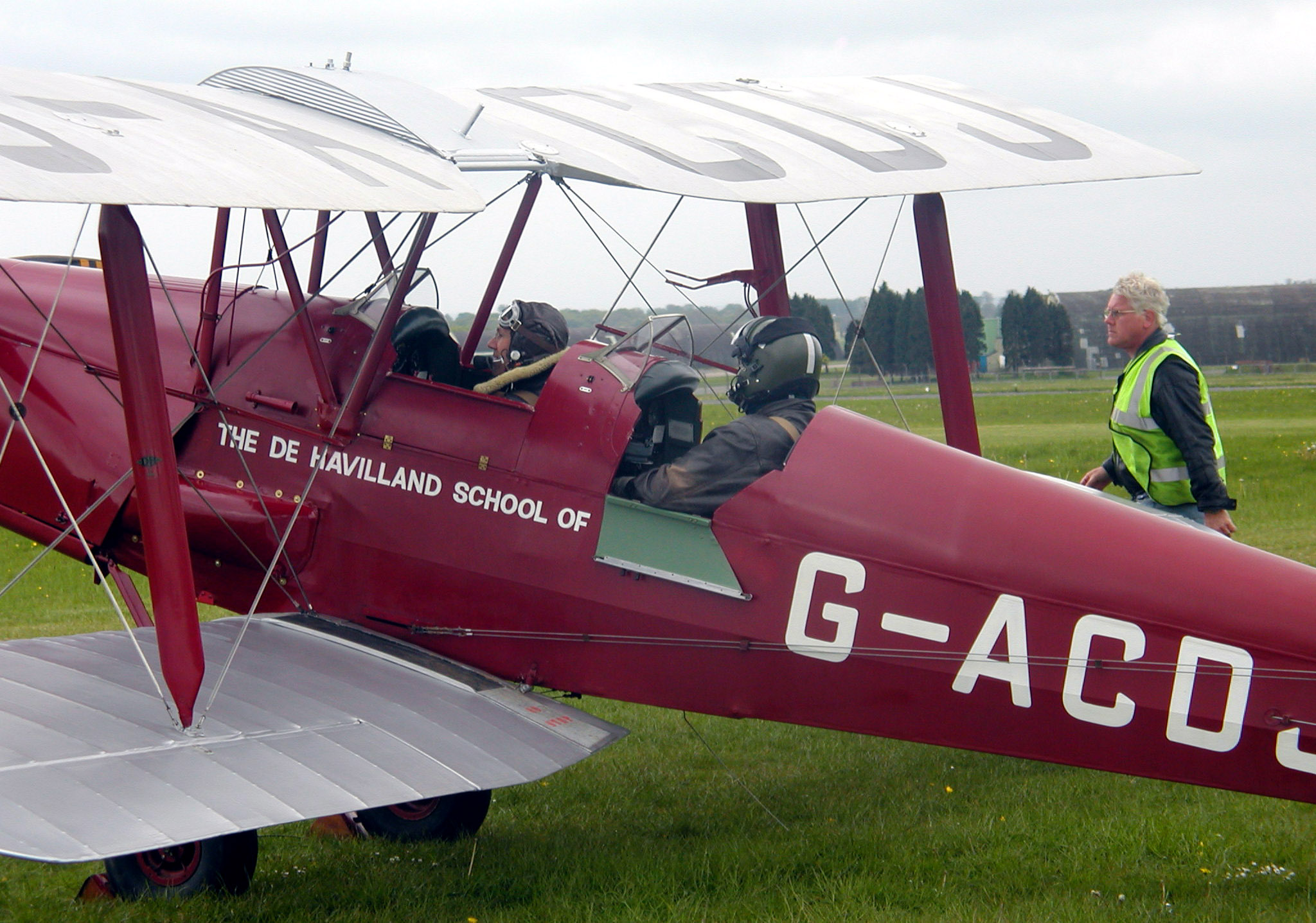
En de Havilland DH 82A Tiger Moth från 1933 (G-ACDJ).

## Versioner
- DH 60T Moth Trainer : militär skolversion av De Havilland DH 60 Moth.
- DH 82 Tiger Moth : tvåsitsigt skolflygplan "typ 1", med en 120 hk (89 kW) De Havilland Gipsy III motor.
- Tiger Moth Mk I : tvåsitsig skolflygplan för RAF.
- DH 82A Tiger Moth : tvåsitsigt skolflygplan, med en 130 hk (97 kW) de Havilland Gipsy Major motor.
- Tiger Moth Mk II : tvåsitsigt skolflygplan för RAF.
- DH 82C Tiger Moth : vinteranpassad version med övertäckt sittbrunn för Royal Canadian Air Force.
- PT-24 : tvåsitsigt skolflygplan för USAAF.
- DH 82B Queen Bee : obemannat, radiostyrt mål.
- Thruxton Jackaroo : fyrsitsigt biplan med övertäckt kabin

## Användning i Sverige
I Svenska flygvapnet fick DH 82 typbeteckningen Sk 11 och användes främst på F 5 Ljungbyhed. Planet byggdes förutom av de Havilland även på licens vid norska Kjeller Flyfabrikk och på ASJA, AB Svenska Järnvägsverkstädernas Aeroplanavdelning.
1934 gjordes en förbättrad Tiger Moth där bl.a. den starkare motorn på 130 hk introducerades. Denna version kallades DH 82A. Royal Air Force benämnde den Tiger Moth Mk II och svenska Flygvapnet gav den beteckningen Sk 11A. Den blev en enorm försäljningssuccé och tillverkades på flera platser i världen, både av de Havilland och på licens. Totalt byggdes cirka 8 800 exemplar innan produktionen lades ner 1945.
Svenska flygvapnet köpte sammanlagt 36 Tiger Moth. Ett 30-tal civila svenska Mothar har också funnits genom tiderna. Några av dem kom från Flygvapnet, men de flesta var bättre begagnade engelska plan. Många användes på 1950- och 1960-talet i flygklubbar för bogsering av segelflygplan.
Fortfarande finns omkring 10 flygande Tiger Moth i Sverige. På Ålleberg finns vad som förmodligen är världens äldsta flygande exemplar. Den har registreringen SE-ADF och ägs av KSAK, Kungliga Svenska Aeroklubben.

## Användning i Finland
Det finländska flygvapnet hade en DH 82A. Flygplanet hade tillhört det norska flygvapnet och var tillverkat i Kjeller. Flygplanet flydde den tyska invasionen i juni 1940 och internerades i Finland när den landade i Petsamo. I Finland användes den främst som ett sambandsflygplan tills det utrangerades år 1944. Flygplanets beteckning i flygvapnet var MO-159. Tiger Moth användes ofta även där av flygklubbar för att bland annat dra segelflygplan. Ett flygplan finns bevarat i Finland i privat ägo, med registreringen OH-XLA.

## Militära användare

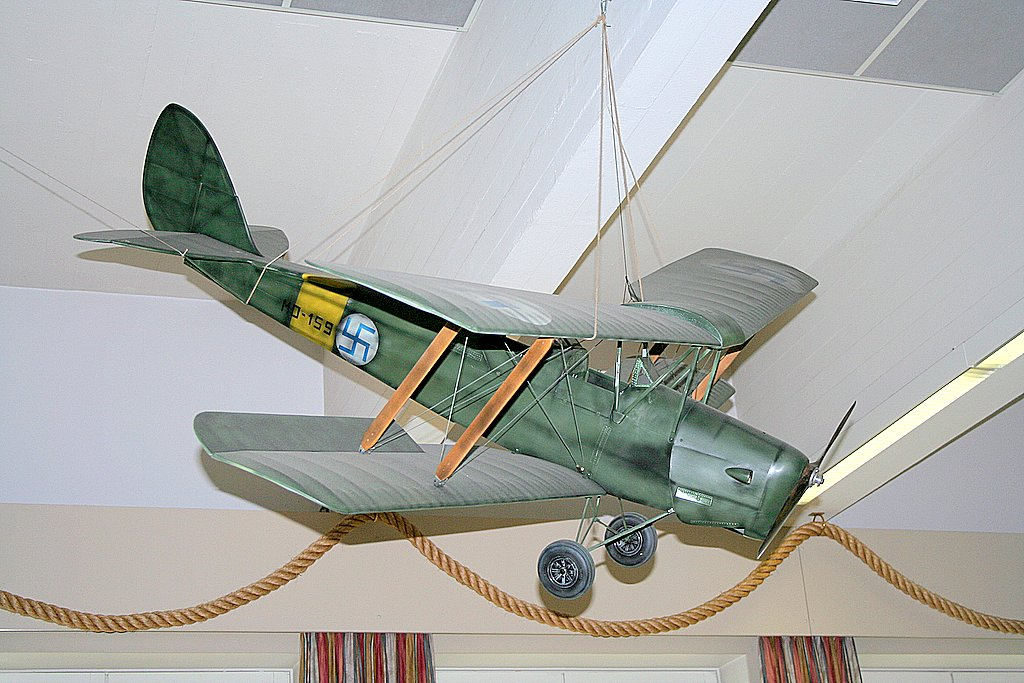
Modell av en finländsk D.H.82 Tiger Moth.

| - Australien - Belgien - Brasilien - Danmark - Egypten - Finland - Indien - Irak - Kanada - Myanmar - Norge | - Nya Zeeland - Persien (Iran) - Portugal - Rhodesia - Spanien - Storbritannien (Flottans flyg, RAF) - Sydafrika - Sverige - Uruguay - USA |